# Er Runio
Ne doit pas être confondu avec Île Renaud.
L'île Er Runio est une petite île du golfe du Morbihan rattachée administrativement à la commune de Baden, en face de la pointe du Blair, au nord de l'île Grand Veïzit et au sud de l'île Sept Îles.

## Toponymie
Au XVIIe siècle, l'île s'appelait « île du Renard ».
Son nom local était Er Runieu, ce qui peut se traduire par « l'île des Tertres ».
En 1870, elle est nommée île du Renaud dans le répertoire topographique du département et Réno en 1904 sous la plume d'Adrien Régent.

## Galerie

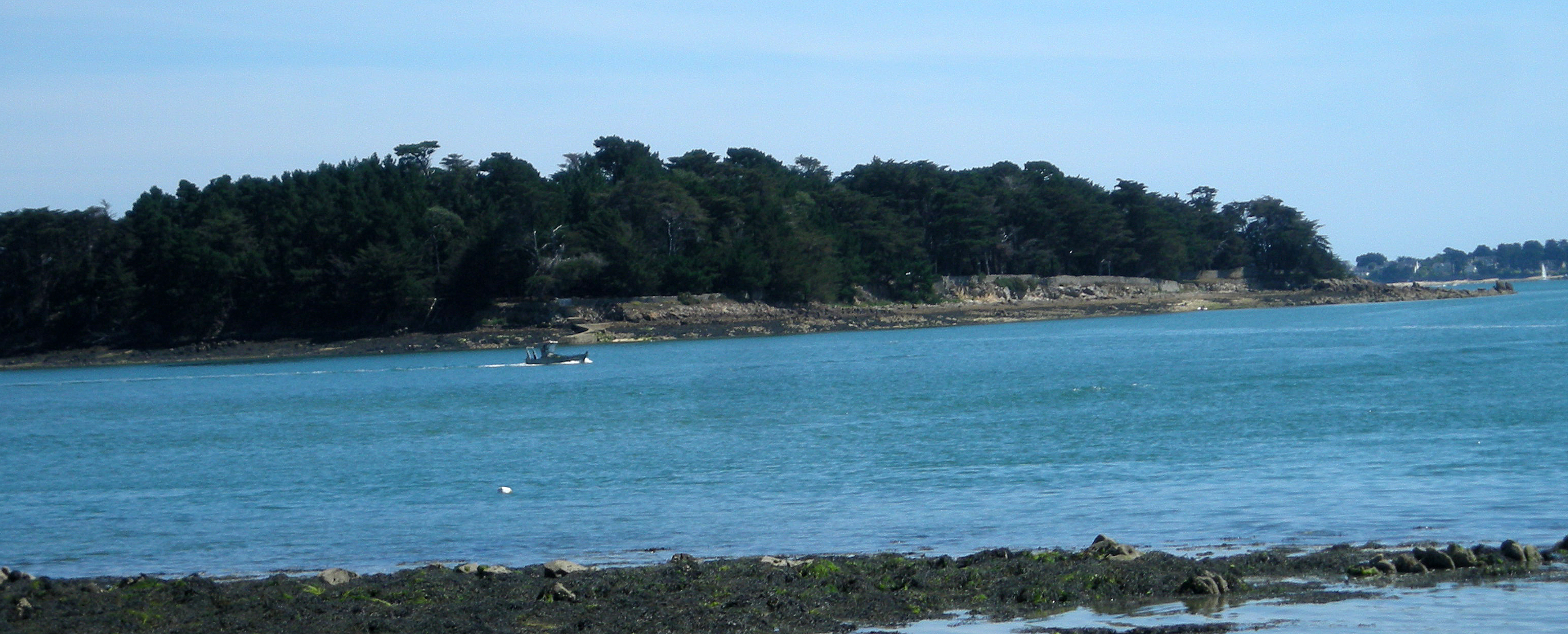
La côte ouest de l'île Er Runio, vue de la pointe du Blair.